# Noak Bridge
Noak Bridge är en by och en civil parish i Basildon i Essex i England. Orten har 2 763 invånare (2011).